# Érintésmentes, autós fizetés
Az érintésmentes fizetés egy fizetési mód, amely lehetővé teszi az autóval történő fizettetést, áthajtás segítségével. Az érintésmentes, autós fizetést biztosító innováció egy magyar startup, a Rollet nevéhez fűződik.

## Technológia
Az innováció lényege, hogy a felhasználó járművel történő áthajtással fizeti ki az adott szolgáltatást parkolóházban, benzinkúton vagy egy drive-through gyorsétteremben, tehát az autó válik a felhasználó fizetőeszközévé.
A már megszokott érintéses fizetéssel ellentétben, itt a bankkártyát maga az autó jelenti. Ahol technológiát biztosító terminál telepítve van, ott a regisztrált felhasználók azonnal képesek a “guruló bankkártyával” fizetni úgy, hogy lényegében nem kell megállni ahhoz, hogy fizetni tudjanak. A technológia alapját a járműfelismerő kamerák jelentik, illetve a háttérben hozzájuk kapcsolt fizetési rendszer.

## Fizetés menete
A felhasználó számára láthatatlanul megy végbe a fizetési folyamat a banki szolgáltató és a terminál között, a kommunikáció felhő alapon történik meg a két fél között, ahol az interakciót egy köztes szerver biztosítja. A felhasználó a fizetésből csak annyit érzékel, hogy a tranzakció sikeres volt, a fizetés művelet hiba nélkül megvalósult.
Alkalmazás telepítése, illetve a személyes adatok rögzítése után a felhasználó igénybe veheti az érintésmentes fizetést a szolgáltatótól. A sikeres fizetési folyamat végén a felhasználó elektronikus számlát kap az adott kibocsátótól.

## Elfogadóhelyek
Az autóval történő érintésmentes fizetés jelenleg a Rollet alkalmazásban érhető el, ahol a  felhasználók több debreceni - köztük Debreceni nemzetközi repülőtéren - és budapesti parkolóban is kifizethetik parkolásukat saját, vagy céges gépjárművel.